# Boschetsrieder Straße
Die Boschetsrieder Straße ist eine Innerortsstraße in den Münchner Stadtteilen Thalkirchen, Obersendling und Forstenried/Am Waldfriedhof, die von der Bundesstraße 11 (Plinganser-/Wolfratshauser Straße) an der Isar-Hangkante nach Westen bis zum Kreuzhof verläuft, wo sie von der Fürstenrieder Straße fortgesetzt wird. Sie ist Teilstück des Äußeren Rings und des Äußeren Radlrings.

## Bebauung
Für den Ausbau des Industriegebiets Obersendling der Isarwerke 1899 entwarf der Vorstand des Münchner Stadterweiterungsreferats Theodor Fischer ein Straßennetz. Dabei wurde ein unbefestigter und namenloser Weg, der nördlich des Industriegeländes von der Isarhangkante Richtung Westen nach Fürstenried führte, ausgebaut und 1901 nach der ehemaligen Hofmark Poschetsried benannt. Poschetsried, auch Boschetsried, war aus einer Rodung von Barschalken im frühen 10. Jahrhundert hervorgegangen und ist seit 1593 in der Familie von Hörwarth nachgewiesen. Diese erneuerte ab 1703 dort den Sitz, der zum späteren Schloss Fürstenried der Wittelsbacher wurde.
Das östliche Ende der Boschetsrieder Straße zwischen der Hangkante und der Bahnstrecke München–Lenggries sollte mit Wohnhäusern für die Arbeiter des Industriegebiets bebaut werden. Im Vorgriff errichtete 1903/04 Architekt Robert Rehlen auf noch weitgehend freiem Feld eine Volksschule in einem kompakten Jugendstil. Entsprechend dem pädagogischen und sozialen Konzept des Stadtschulrats Georg Kerschensteiner wurde die Schule neben Klassenzimmern mit Räumen für eine technische Ausbildung ausgestattet und mit Einrichtungen für die ganze Nachbarschaft. So wurden Brausebäder, eine Kinderbewahranstalt und eine Sozialstation in das Schulhaus integriert. Zusammen mit der Schule errichtete Rehlen auch die benachbarte Feuerwache.
Der Bau der Arbeitersiedlung verzögerte sich jedoch, so dass einzelne Landhäuser und Villen an der Boschetsrieder Straße angelegt wurden; erst um 1905 begann der Bau erster, meist vierstöckiger Mietshäuser, die aber bis zum Zweiten Weltkrieg lückenhaft blieben.
Westlich der Bahnunterführung und bis zum Ratzingerplatz an der Kreuzung mit der Aidenbachstraße mischten sich Gewerbe mit Wohnungsbau. Bemerkenswert waren die Bauten der größten Münchner Konsumgenossenschaft in der Südostecke des Ratzingerplatzes, die im Krieg schwer beschädigt und anschließend abgerissen wurden.
Nach dem Zweiten Weltkrieg wurden Baulücken geschlossen, zerstörte Gebäude ersetzt und der Westteil der Straße erstmals bebaut. Die Nachkriegsarchitektur prägt heute das Straßenbild. Dabei entstand 1952–54 auf der Nordseite des Westabschnitts die markante Siemens-Siedlung von Architekt Emil Freymuth. Im Osten errichtete Architekt Walter Henn 1958–60 an der Tölzer Straße eine filigrane Werkshalle für das Metall- und Feinwerkunternehmen Deckel AG, beide Baukomplexe stehen unter Denkmalschutz. Ebenfalls im Osten entstand aus einer bereits 1933 erbauten Notkirche 1968 die evangelische Passionskirche von Architekt Fritz Zeitler. Am westlichen Ende der Straße wurde 1971/72 das Thomas-Mann-Gymnasium erbaut.

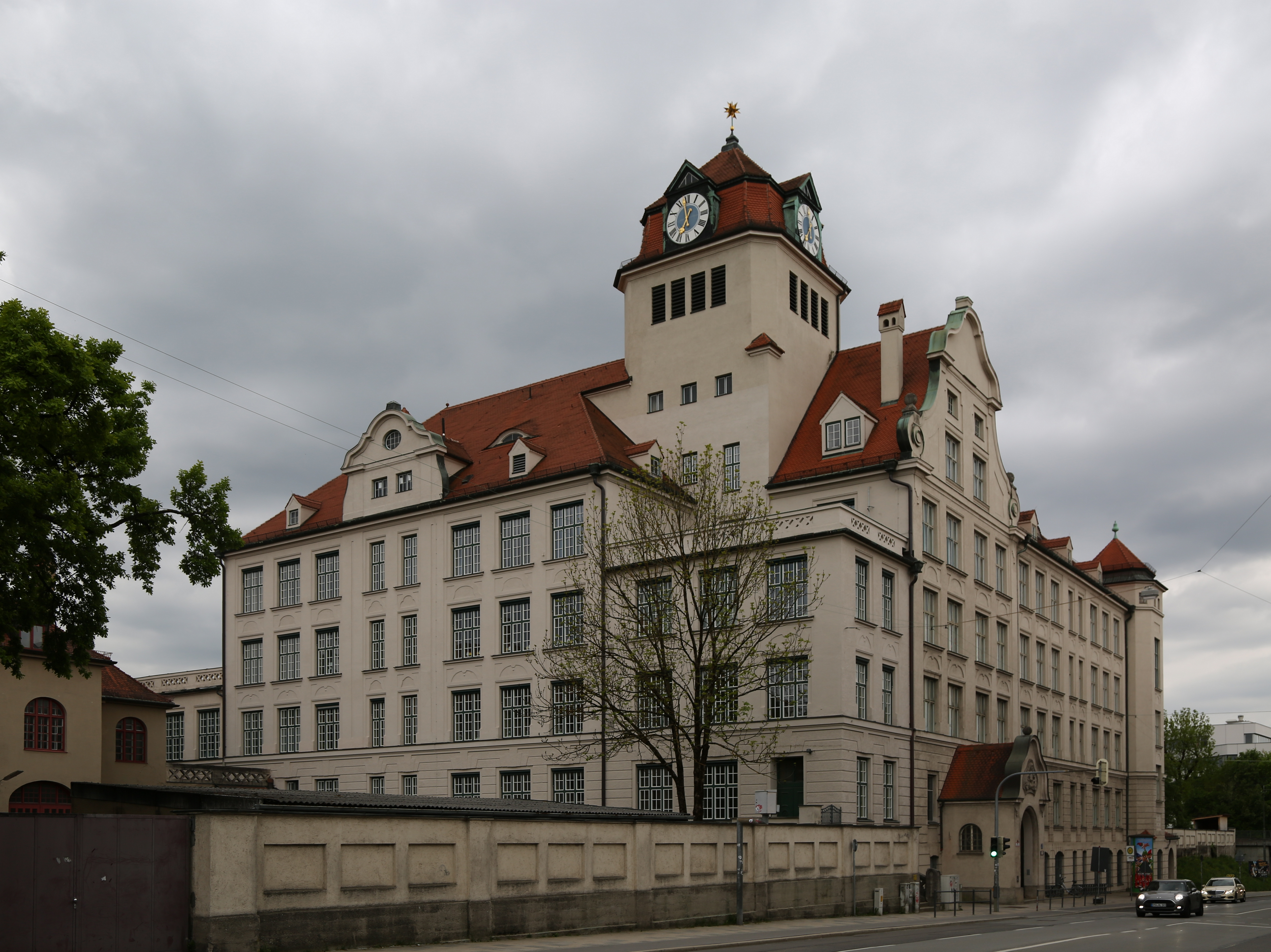
Grundschule Boschetsrieder Straße, Architekt Robert Rehlen, 1903/04
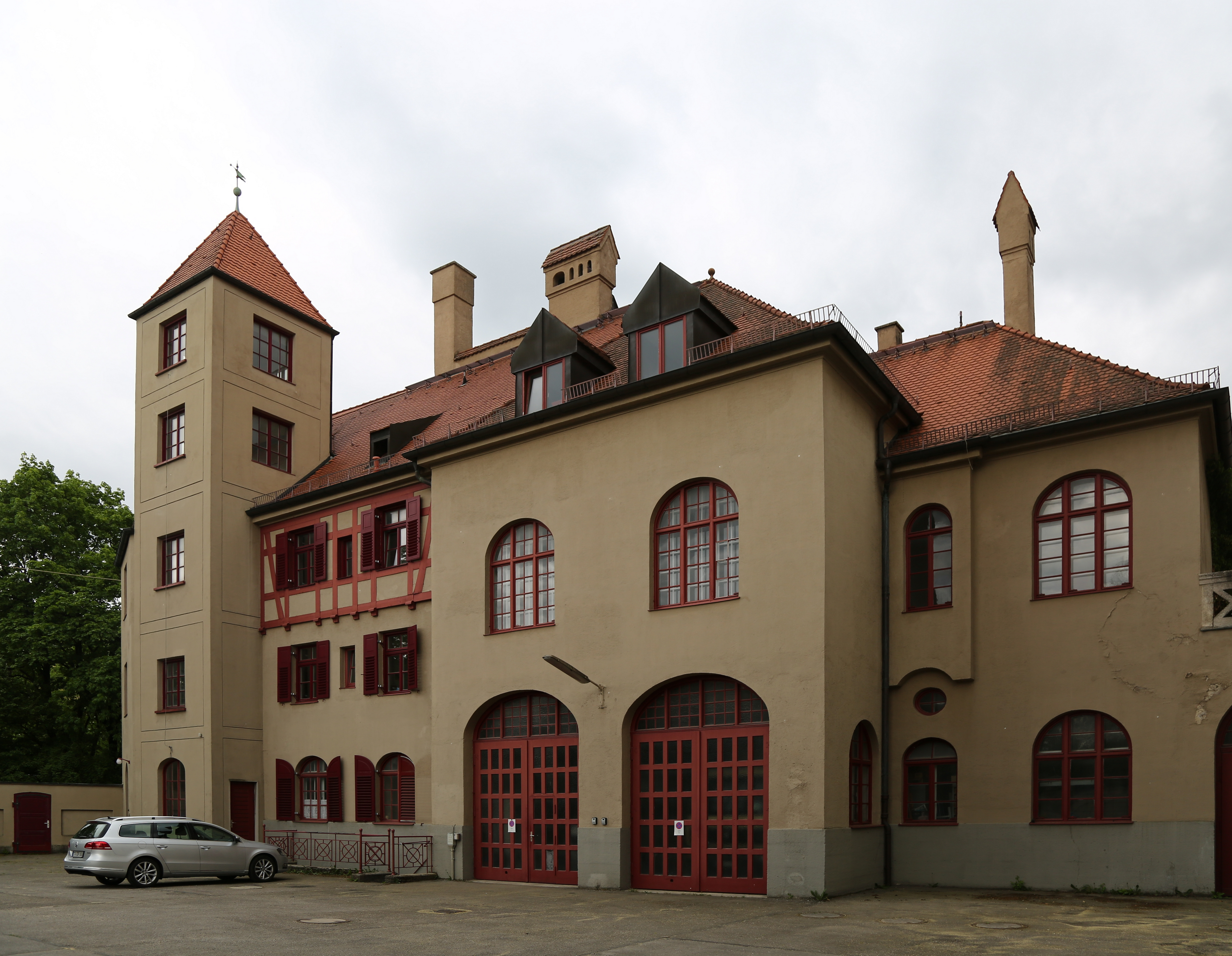
Ehemalige Feuerwache Sendling
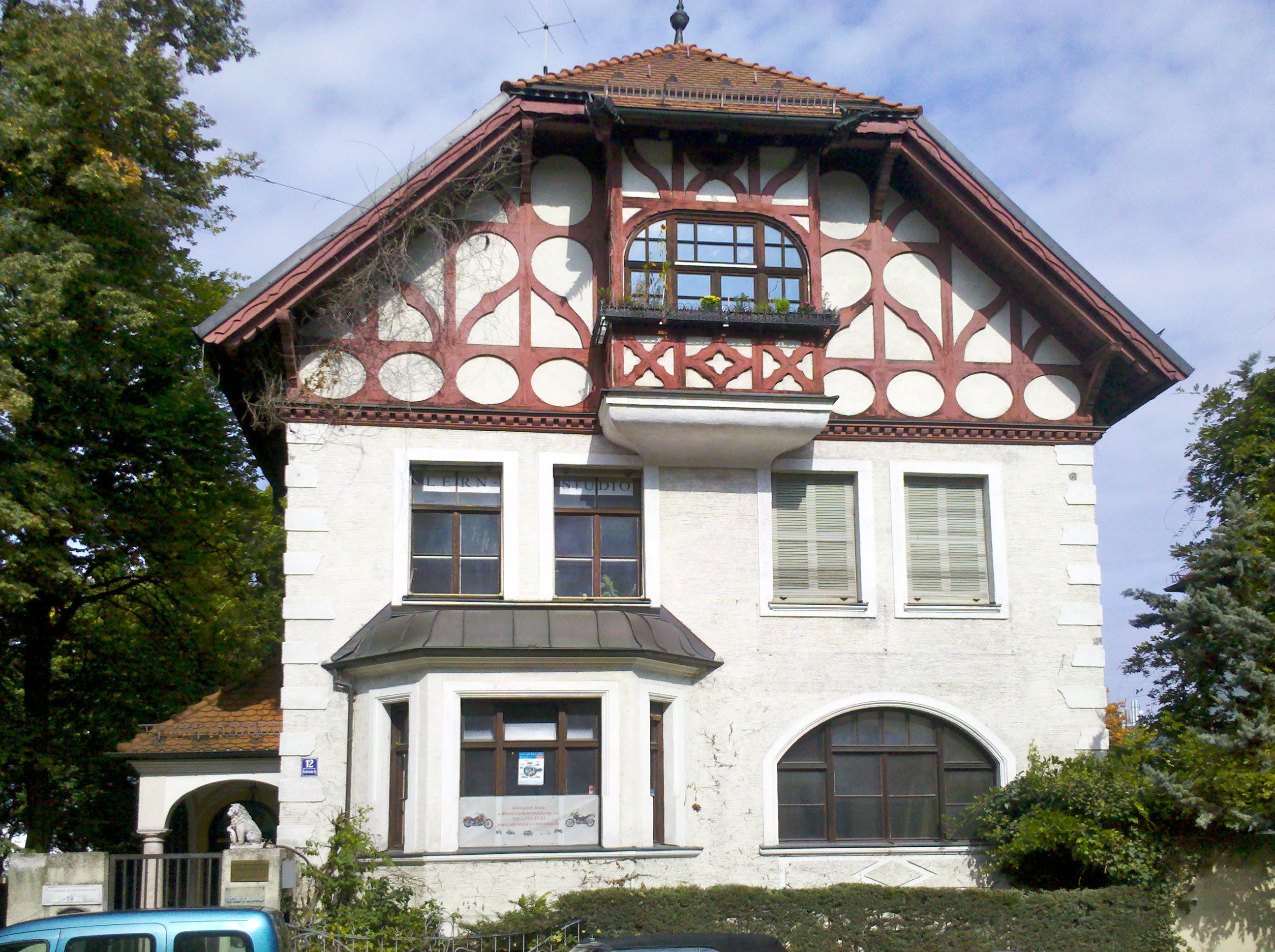
Landhaus Boschetsrieder Straße 12, Architekt Max Littmann, 1898
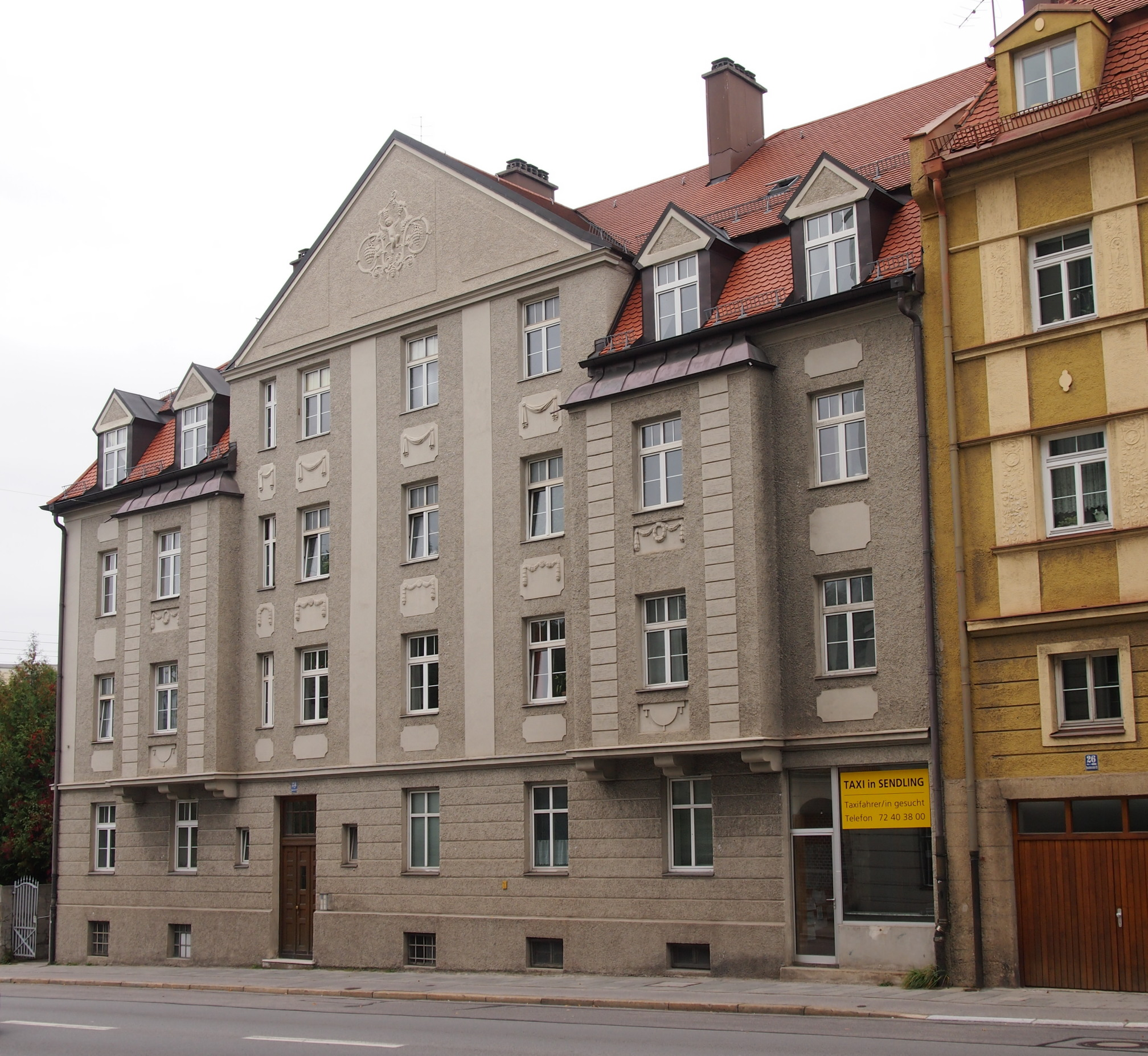
Mietshaus Boschetsrieder Straße 28, Architekt Carl Evora, 1912/13
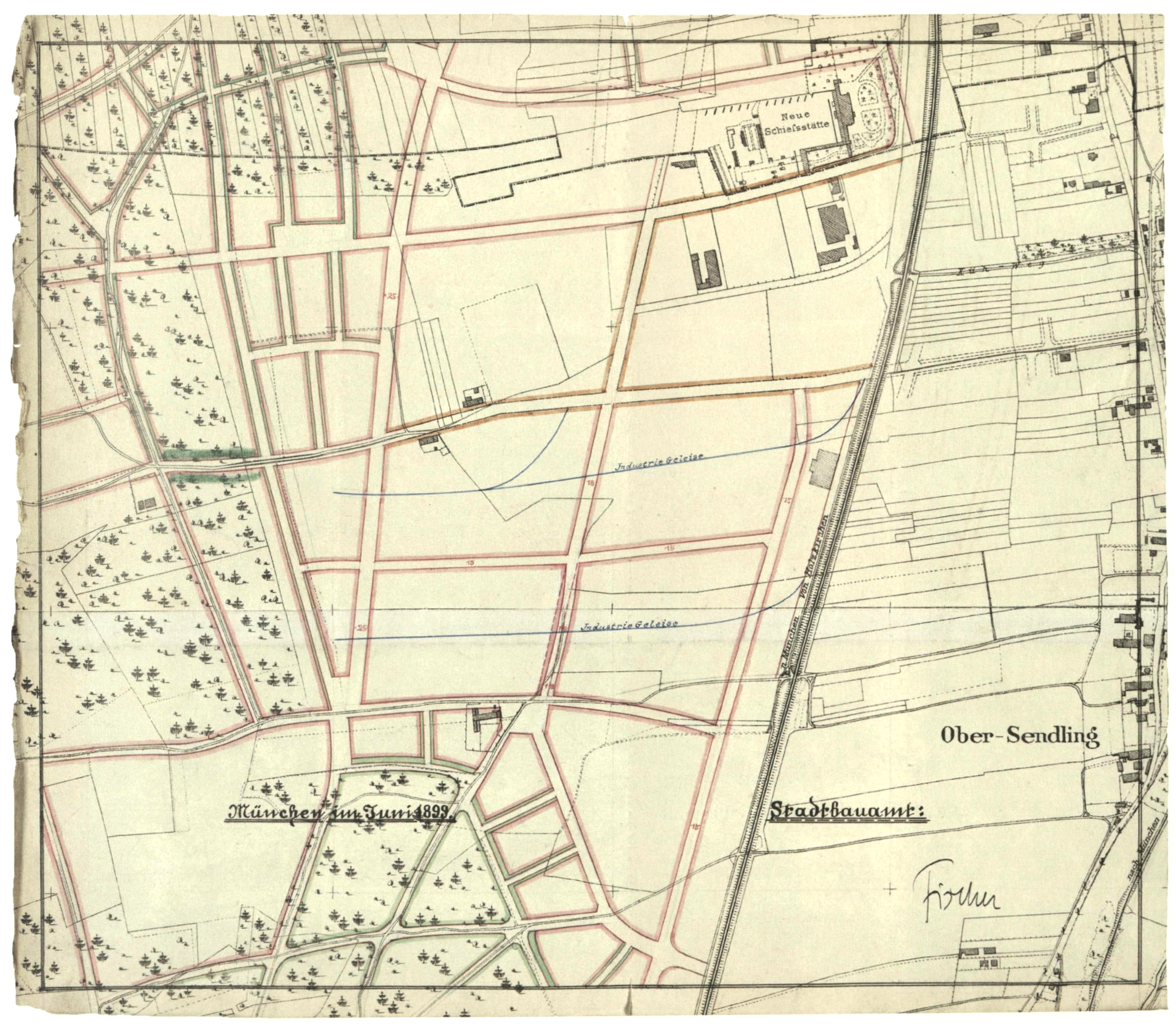
Planung der Boschetsrieder Straße, Handzeichnung von Theodor Fischer 1899

## Verkehr und Infrastruktur
Die Boschetsrieder Straße hatte zunächst nur lokale Bedeutung. Das änderte sich, als 1911 eine Straßenbahn-Linie von der Plinganserstraße abzweigte und unter der Bahnlinie bis zur Hofmannstraße geführt wurde. Es verkehrte die Linie 8, die durch das gleichnamige Lied des Volkssängers Weiß Ferdl berühmt wurde.
Der Architekt und Stadtbaurat Karl Meitinger legte 1946 dem Münchner Stadtrat einen schon Ende 1945 intern erstellten Plan zum Wiederaufbau der Stadt vor, der auch ein Kapitel zu Ausfall- und Ringstraßen enthielt. Darin entwickelte er das Konzept eines Mittleren und eines Äußeren Rings, beide noch innerhalb des Stadtgebietes. Die Boschetsrieder Straße war darin als Teil des Äußeren Rings vorgesehen.
Im Zuge des Verkehrsausbaus wurde die Boschetsrieder Straße ab 1949 in die einzige Oberleitungsbusstrecke Münchens einbezogen. Ein weiterer Ausbau dieser Linie über die Hangkante ins Isartal wurde zwar noch baulich vorbereitet, der Betrieb auf dieser Strecke kam aber nie zu Stande.
1958 wurde im Münchner Stadtrat ein Generalverkehrsplan beschlossen, der in den ersten Münchner Stadtentwicklungsplan von 1963 einging. Demnach wurde ab 1964 die Straßenbahn, jetzt als Linie 16, auf der Boschetsrieder Straße verlängert und bis Fürstenried-West weitergeführt. Sie ersetzte den Oberleitungsbus, der 1966 endgültig eingestellt wurde.
Die Straße selbst, die zuvor in einheitlicher Breite bis zum Kreisverkehr Kreuzhof führte, wurde ab der Hofmannstraße vierspurig mit breitem Mittelteiler für die Straßenbahn ausgebaut und im Westen kreuzungsfrei an der Ausfahrt München-Kreuzhof mit der Garmischer Autobahn und der Fürstenrieder Straße verbunden. Im Winkel zwischen Boschetsrieder Straße und der Autobahn liegen die letzten erhaltenen Reste des Sendlinger Waldes, sie wurden von 1960 bis 1970 zum Südpark umgestaltet.
In der Nordostecke des Ratzingerplatzes entstand 1967 die neue Feuerwache 2 der Feuerwehr München als Ersatz für den zu klein gewordenen Bau weiter östlich. Hier befindet sich die Feuerwehrschule für das ganze Münchner Stadtgebiet. 1991 wurde auch die Straßenbahn eingestellt, weil die neu eröffnete U-Bahn-Linie 3 sie ersetzte. Diese verläuft etwas südlich der Boschetsrieder Straße parallel zu ihr. Das Viertel wird durch die drei U-Bahnhöfe Obersendling, Aidenbachstraße und Machtlfinger Straße erschlossen.
Der systematische Bau des Äußeren Rings unterblieb, als nach Protesten gegen den Umbau des Altstadtrings und der Isarparallele und einer umfangreichen Bürgerbeteiligung ab Mitte der 1960er Jahre das Konzept der autogerechten Stadt als alleiniges Leitbild der Stadtentwicklung Münchens aufgegeben wurde. Deshalb wurde die Hangkante des Isartals nicht weiter ausgebaut, an der Kreuzung mit der Bundesstraße 11 am östlichen Ende der Boschetsrieder Straße führt der zweispurige Greinerberg als Einbahnstraße abwärts und die wesentlich kleinere und am Fuß nur in einer scharfen Kurvenführung befahrbare Hoeckhstraße aufwärts.

## Planungen
Der mit Abstand größte Nutzer des Industriegebiets Obersendling war der Standort Hofmannstraße der Siemens AG. Er wurde um die Jahrtausendwende vom Unternehmen vollständig aufgegeben. Entsprechend der wirtschaftlichen Entwicklung Münchens werden die Flächen mit Wohnungen bebaut. Auch das große, bis ins 21. Jahrhundert freigehaltene Grundstück an der Ecke Boschetsrieder Straße / Drygalski-Allee, das für die Firmenzentrale des Bayernwerks und später der E.ON vorgesehen war, wurde seit 2015 mit Wohnungen bebaut. Auf der Südseite der Boschetsrieder Straße zwischen Ratzingerplatz und Machtlfinger Straße standen weitere großflächige Siemensbauten, die 2019 abgerissen wurden.
Der Ratzingerplatz wird durch die Flächen der seit dem Ende der Straßenbahn unbenutzten Wendeschleife geprägt sowie durch die im Hinblick auf den Verkehr überdimensionierten Straßenflächen. Er wurde 2008 in einer Umfrage unter den Lesern der Münchner Abendzeitung zum „hässlichsten Platz Münchens“ gewählt. Im Zuge der Planungen für die Straßenbahn-Westtangente soll der Westteil der Boschetsrieder Straße wieder von der Straßenbahn befahren werden. Die geplante Endhaltestelle ist der U-Bahnhof Aidenbachstraße am Ratzingerplatz.
Das seit kurz nach dem Zweiten Weltkrieg brachliegende ehemalige Konsum-Grundstück am Platz soll bis etwa 2020 mit einem Schulzentrum bebaut werden. Der Ratzingerplatz selbst soll in der Folge umgestaltet werden, indem alle Fahrspuren auf die Südseite verlegt werden. Im Norden des Platzes könnte dann eine weitere Reihenbebauung erfolgen, die das Bild des Platzes schließen soll.